# Революционное демократическое зелёное этическое движение
«Революционное демократическое зелёное этическое движение» (исп. Movimiento Verde Ético Revolucionario y Democrático, MOVER, РДЗЭД) — политическая партия Эквадора, придерживающаяся центристских-правоцентристских неолиберальных взглядов.
До 2021 года она была известна как «Альянс ПАИС» (исп. Patria Altiva y Soberana — Гордая и Суверенная Родина, акроним — исп. el País — страна) — крупнейшая социалистическая политическая партия Эквадора. Её лидер Рафаэль Корреа — президент Эквадора с 2007 по 2017 годы, одержал победу на выборах, предварительно заключив ряд соглашений с левыми силами, включая «Эквадорскую социалистическую партию» и «Коммунистическую партию Эквадора». Придя к власти, «Альянс ПАИС» провозгласил курс на реализацию «гражданской революции», предполагающий глубокие изменения в социально-экономической сфере.

## История

### Основание
Истоки «Альянса ПАИС» берут своё начало в 1999 году, когда Рикардо Патиньо вместе с Альберто Акоста, Патрицией Давила, Ивонн Бенитес и другими создал «Jubilee 2000 Net Guayaquil» — организацию, которая исследовала, предсказывала и изыскивала пути решения неутешительного вопроса эквадорского внешнего долга; в ней также состояли Рафаэль Корреа, Густаво Ларрера и Фандер Фалкони. Исходной структура «Альянса ПАИС» обусловлена такими движениями, как: «Гражданская инициатива», «Национально-демократическое действие», «Боливарианский альфарьистский альянс» и тот же «Jubilee 2000». Текущая конфигурация этого движения создавалась при участии «Эквадорской социалистической партии», гуманистических и социальных движений.

### ПАИС
ПАИС основан Рафаэлем Корреа в начале президентской кампании 2006 года. Движение поддерживало высшие органы государства, областные объединения и экономическую помощь бедным слоям Эквадора. Во время кампании Корреа предложил Учредительному собранию переписать конституцию страны. Корреа заявил, что будет призывать к проведению референдума, чтобы приступить к разработке проекта новой конституции.
Рафаэль Корреа был избран президентом Эквадора на выборах 2006 года, после чего переизбирался в 2009 и 2013 годах, оставаясь в должности с 2007 по 2017 годы.
На выборах 2017 года преемником Корреа был избран Ленин Морено. Через несколько месяцев после победы он отошёл от своей предвыборной платформы, что вызвало вражду с экс-президентом Корреа. Морено дистанцировался от популистской политики, которую отстаивал Корреа и правительство Венесуэлы, утверждая, что Эквадор должен быть независимым от АЛБА. Морено продолжал идентифицировать себя как социал-демократа на протяжении всего этого времени.
В феврале 2018 года Морено возглавил усилия по проведению референдума и народных консультаций в 2018 году, на которых были предложены более строгие законы о коррупции и больше правил для защиты природных зон в стране. Самым значительным предложением, одобренным эквадорцами на референдуме, было восстановление ограничений сроков полномочий президента, что заблокировало предположительное будущее переизбрание Корреа. В то время рейтинг одобрения Морено составлял около 80%, согласно опросам.
При Корреа правительство Эквадора тратило слишком много денег и увеличивало заимствования, в результате чего за пятилетний период долг страны утроился. Морено прилагал усилия для проведения капитального ремонта экономики Эквадора, что привело к сокращению расходов. Однако шаги по отмене популистской политики Корреа не принесли Морено большей народной поддержки, и к апрелю 2019 года его рейтинг одобрения упал примерно до 30%, а к началу 2020 года его популярность снизилась до 8%.
На всеобщих выборах 2021 года Морено не баллотировался на переизбрание. В это же время партия потеряла все свои места в Национальном собрании. 4 марта 2021 года Морено был исключён из «Альянса ПАИС». Кандидатом в президенты от партии стал Ксимено Пена, который получил 1,5% голосов и занял 9-е место.

### РДЗЭД
На всеобщих выборах 2023 года партия шла под новым названием «Революционное демократическое зелёное этическое движение» и в составе более широкого альянса — «Национальное демократическое действие». Кандидатом в президенты от альянса был избран Даниэль Нобоа. Он занял второе место в первом туре и вышел во второй с Луисой Гонсалес. 15 октября 2023 года Нобоа получил 52,3% голосов во втором туре и был избран следующим президентом Эквадора.

## Президенты от партии
| Фото | Имя            | Период правления             | Выборы           | Примечания |
| ---- | -------------- | ---------------------------- | ---------------- | --- |
|      | Рафаэль Корреа | 15 января 2007 – 24 мая 2017 | 2006; 2009; 2013 | Вице-президенты: Ленин Морено Хорхе Глас Баллотировался от: «Альянс ПАИС»                                                                                   |
|      | Ленин Морено   | 24 мая 2017– 24 мая 2021     | 2017             | Вице-президенты: Хорхе Глас Мария Алехандра Викунья Отто Зонненхольцнер Мария Алехандра Муньос Баллотировался от: «Альянс ПАИС»                             |
|      | Даниэль Нобоа  | 23 ноября 2023 – н. в.       | 2023             | Вице-президенты: Вероника Абад Рохас Мария Алехандра Викунья Сариха Мойя Баллотировался от: «Национальное демократическое действие» (включает в себя РДЗЭД) |